# Sergio Bertoni
Sergio Carlo Enrico Bertoni (ur. 23 września 1915 w Pizie, zm. 15 lutego 1995 w La Spezii) – włoski piłkarz i trener występujący podczas kariery na pozycji napastnika. Na igrzyskach olimpijskich 1936 w Berlinie wywalczył z reprezentacją złoty medal olimpijski.

## Kariera piłkarska
Sergio Bertoni jest wychowankiem klubu Pisa Calcio, grającej wówczas w Serie D i B. Potem grał w drużynach Genoi (135 meczów i 23 bramki w jej barwach w Serie A), Brescii (wówczas Serie A), Modeny (Serie A) i Spezii (Serie B).
W reprezentacji Włoch zadebiutował 7 sierpnia 1936 roku z Japonią, podczas igrzysk olimpijskich 1936 w Berlinie. Był to mecz ćwierćfinałowy, który Włosi wygrali 8:0. Potem wystąpił w wygranym 2:1 spotkaniu półfinałowym z Norwegią oraz finałowym z Austrią, gdzie Włosi ostatecznie zwyciężyli 2:1. W 1938 roku został natomiast powołany na III Mistrzostwa Świata w Piłce Nożnej 1938 we Francji. Jego zespół zwyciężył w finale 4:2 z Węgrami. W sumie w reprezentacji rozegrał 6 meczów. Jedyną bramkę strzelił 5 maja 1940 roku, w meczu z Niemcami.

## Kariera trenerska
Sergio Bertoni karierę trenerską rozpoczął w sezonie 1950/1951 w zespole Spezii. Jednak jego zespół zajął na koniec sezonu 17. miejsce, spadając tym samym do Serie C. Po sezonie odszedł z drużyny. Kilka sezonów później powracał do niej, jednak za żadnym razem nie udało mu się odnieść znaczącego sukcesu, w postaci awansu, zaś za ostatnim podejściem jego ekipa spadła do Serie D.

## Sukcesy w reprezentacji
- Zwycięstwo
  - Igrzyska Olimpijskie: 1936
  - Mistrzostwa świata w piłce nożnej: 1938